# Піплмувер (Шереметьєво)
Автоматизована система перевезення пасажирів (піплмувер) в аеропорту Шереметьєво – загальнодоступний автоматизований пасажирський транспортний засіб. 
Займає один із двох тунелів міжтермінального переходу аеропорту, що сполучають між собою Північний (термінал B) і Південний (термінали D, E, F) термінальні комплекси.
Для перевезення пасажирів використовується автоматизована канатна рейкова дорога (піплмувер) серії Cable Liner виробництва Doppelmayr/Garaventa Group
.
У конкурсі на постачання обладнання брали участь Siemens (Німеччина), Poma (Франція) та Doppelmayr (Австрія). 
Рішення, запропоноване Siemens, що передбачало використання залізничного рухомого складу, виявилося вдвічі дорожчим за рішення двох інших конкурентів, які пропонували рішення з використанням канатної тяги. 
Переможцем конкурсу став Doppelmayr 
.
Рух закрито 6 червня 2022 

— через закриття закордонних польотів південні термінали аеропорту припинили роботу.

## Опис

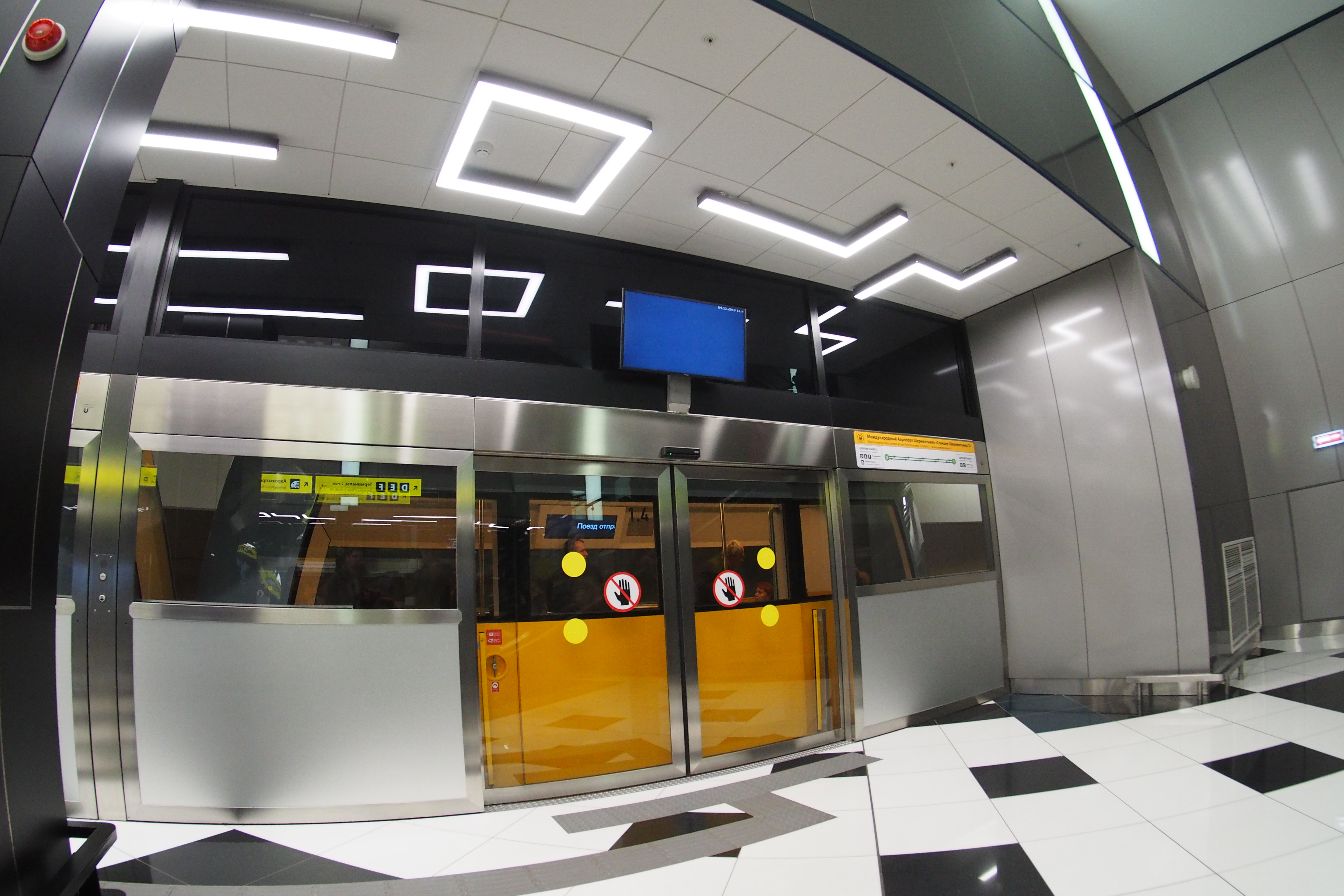
Потяг піплмувера на станції із закритими платформними розсувними дверима

Пасажирів перевозять два безмоторні потяги на канатній тязі, що рухаються в тунелі незалежно один від одного, кожен своєю окремою колією. 
Колії та напрямні в тунелях залізобетонні, на станціях – сталеві. 
Поїзди перевозять без змішування пасажирів як загальнодоступної зони, так і зони додаткових режимних обмежень так званої чистої зони. 
У кожному поїзді по 4 чотири вагони, по 2 вагони відведено для кожної категорії пасажирів 
.
На північному кінці лінії з боку терміналу B (вхід з першого поверху) знаходиться станція «Шереметьєво 1». 
На південному кінці лінії, у переході між терміналами D та Е, знаходиться станція «Шереметьєво 2» 
.
Час у дорозі — 4 хвилини, включаючи посадку, інтервал руху також 4 хвилини 
, 
таким чином забезпечується гарантований мінімальний стикувальний час - не більше 50 хвилин 
.
Принцип дії цієї системи до певної міри аналогічний фунікулеру, проте на трасі тунелю відсутній схил 
,
а привід кожного зі складів не залежить один від одного, що відрізняє цю систему від класичного фунікулера. 
На відміну від канатного трамвая поїзди тут постійно прикріплені до канатної тяги. 
На обох станціях «Шереметьєво-1» та «Шереметьєво-2» встановлені платформні розсувні двері.

## Характеристики
- Станцій: 2
  - "Шереметьєво 1" - північна (термінал B)
  - "Шереметьєво 2" - південна (термінали D, E, F)
- Час у дорозі: 4 хв.
- Інтервал руху: 4 хв [6] .
- Модель: Double Shuttle Cable Liner[9]
- Тяга: канатна
- Швидкість: 13 м/с
- Довжина лінії: 2010 м
- Складів: 2, по 4 вагони в кожному
- Місткість 1 вагона: 27 місць (з них 8 для сидіння)
- Пропускна спроможність: 1676 осіб на годину на кожному напрямку[2]